# Tamginskij aeroport
Tamginskij aeroport (ryska: Тамгинский аэропорт) är en flygplats i Kirgizistan. Den ligger i den östra delen av landet, 260 km öster om huvudstaden Bisjkek. Tamginskij aeroport ligger 1 707 meter över havet.
Terrängen runt Tamginskij aeroport är varierad. Runt Tamginskij aeroport är det mycket glesbefolkat, med 6 invånare per kvadratkilometer. Närmaste större samhälle är Barskoon, 3,3 km öster om Tamginskij aeroport. Trakten runt Tamginskij aeroport består till största delen av jordbruksmark.